# Pungitius platygaster
Pungitius platygaster is een  straalvinnige vissensoort uit de familie van stekelbaarzen (Gasterosteidae). De wetenschappelijke naam van de soort is, als Gasterosteus platygaster, voor het eerst geldig gepubliceerd in 1859 door Kessler.
De soort staat op de Rode Lijst van de IUCN als niet bedreigd, beoordelingsjaar 2008.